# Oryza minuta
Oryza minuta är en gräsart som beskrevs av Jan Svatopluk Presl. Oryza minuta ingår i släktet rissläktet, och familjen gräs. Inga underarter finns listade i Catalogue of Life.